# Telegraf - Constanța
Telegraf - Constanța este un ziar regional din Dobrogea, România.